# Taux (Aisne)
Taux est une localité de Hartennes-et-Taux et une ancienne commune française, située dans le département de l'Aisne en région Hauts-de-France.

## Histoire
La commune de Taux a été créée lors de la Révolution française.
Le 7 juin 1859, elle est supprimée par décret et elle fusionne avec la commune voisine de Hartennes. La nouvelle entité prend le nom de Hartennes-et-Taux.

## Administration
Jusqu'à sa fusion avec Hartennes en 1859, la commune faisait partie du canton d'Oulchy-le-Château dans le département de l'Aisne. Elle appartenait aussi à l'arrondissement de Soissons depuis 1801 et au district de Soissons entre 1790 et 1795. La liste des maires de Taux est :
| Période                                  | Période | Identité | Étiquette | Qualité |
| ---------------------------------------- | ------- | -------- | --------- | ------- |
|                                          |         |          |           |         |
| Les données manquantes sont à compléter. |         |          |           |         |

## Démographie
Jusqu'en 1859, la démographie de Taux était :
| 1793 | 1800 | 1806 | 1821 | 1831 | 1836 | 1841 | 1846 | 1851 |
| ---- | ---- | ---- | ---- | ---- | ---- | ---- | ---- | ---- |
| 61   | 54   | 43   | 45   | 49   | 42   | 38   | 48   | 51   |

| 1856 | - | - | - | - | - | - | - | - |
| ---- | - | - | - | - | - | - | - | - |
| 45   | - | - | - | - | - | - | - | - |